# Stopover in a Quiet Town
Stopover in a Quiet Town este episodul 150 al serialului american Zona crepusculară, cu Barry Nelson⁠(d) și Nancy Malone⁠(d) în rolurile principale. A fost difuzat inițial pe 24 aprilie 1964.

## Intriga
Un cuplu căsătorit, Bob și Millie Frazier, se trezesc într-o casă necunoscută. Singurul lucru pe care Millie și-l amintește este că, după ce Bob a băut prea mult la o petrecere organizată cu o seară înainte, aceasta a condus spre casă și la un moment dat, o umbră imensă a apărut peste mașina lor.
Cei doi descoperă că locuința în care s-au trezit este alcătuită din elemente de recuzită. Telefonul nu este conectat la rețea, dulapurile nu pot fi deschise și frigiderul este plin cu alimente din plastic. Aud râsetul unei fete și ies afara să o găsească. Totuși, odată ieșiți din casă, aceștia descoperă că orașul este pustiu. Găsesc o veveriță împăiată, caută ajutor într-o biserică goală și trag clopotele pentru a atrage atenția locuitorilor. Nimeni nu-și face apariția, iar apoi cuplul realizează că până și copacii sunt falși, iar iarba este fabricată din hârtie mâché. Aud sunetul unui tren și, dornici să părăsească orașul, se grăbesc la gară și se îmbarcă într-un tren gol. În timp ce trenul părăsește gara, numit Centerville, aceștia se simt pentru prima dată ușurați și încep să discute. Cu toate acestea, când trenul oprește din nou în Centerville, conștientizează că trenul merge în cerc și au revenit în același loc.
Aceștia coboară din tren și pornesc spre ieșirea din oraș, auzind din nou râsetul unei fetițe. O umbră cade peste ei și cei doi încep să fugă, însă sunt prinși de mâna unui copil gigantic. Mama fetiței îi spune: „Ai grijă de animalele tale, dragă – tata le-a adus de pe Pământ”. Copilul îi aruncă pe cei doi înapoi în oraș, care acum ni se dezvăluie a fi macheta unui sat înconjurat de o cale ferată.